# エホヤキン
エホヤキン（ヘブライ語: יְהוֹיָכִין Yəhōyāḵīn [jəhoːjaːˈxiːn]; 英語: Jehoiachin）は、ユダ王国の第19代の王である。名はヘブライ語で「ヤハウェが設立する」という意味である。ヨアキン（ラテン語: Ioachin, Joachin）、エコヌヤ、エコニヤ（ヘブライ語: יְכָנְיָה Yəḵānəyā [jəxɔnjaː]; 英語: Jeconiah）とも呼ばれる。

## 生涯
エホヤキンは、祖父ヨシヤの治世に、父エホヤキムと母ネフシュタとの間に生まれた。18歳で即位したが、バビロン(新バビロニア)の王ネブカデネザルの脅威の中での即位となった。
「エゼキエル書」19章5節-9節では、エホヤキンは「若い獅子」として書かれて、バビロンに連れて行かれると預言されている。結果、ネブカデネザルは使者を遣わし、彼を主の宮にあった財宝をもろともバビロンに引いていった。その治世は、わずか3ヶ月と10日間しか無かった。その後、エホヤキンの伯父のゼデキヤが即位し、ユダ王国の第20代にして最後の王となった。
エホヤキンは残りの生涯を捕囚として生きた。ネブカデネザルは紀元前562年に死去し、エビル・メロダクの治世にエホヤキンは釈放されて高い位を与えられた。その後は生涯、王の前で食事をし、生活費を王に支給されていた。後に、ユダ王国滅亡と同時に捕らえられたゼデキヤが目の前で子供を虐殺され、両眼を抉り取られ、死ぬまで鎖につながれたのとは対照的であった。